# Bucculatrix eugrapha
Bucculatrix eugrapha är en fjärilsart som beskrevs av Braun 1963. Bucculatrix eugrapha ingår i släktet Bucculatrix och familjen kronmalar. Inga underarter finns listade i Catalogue of Life.